# Joni Ernst

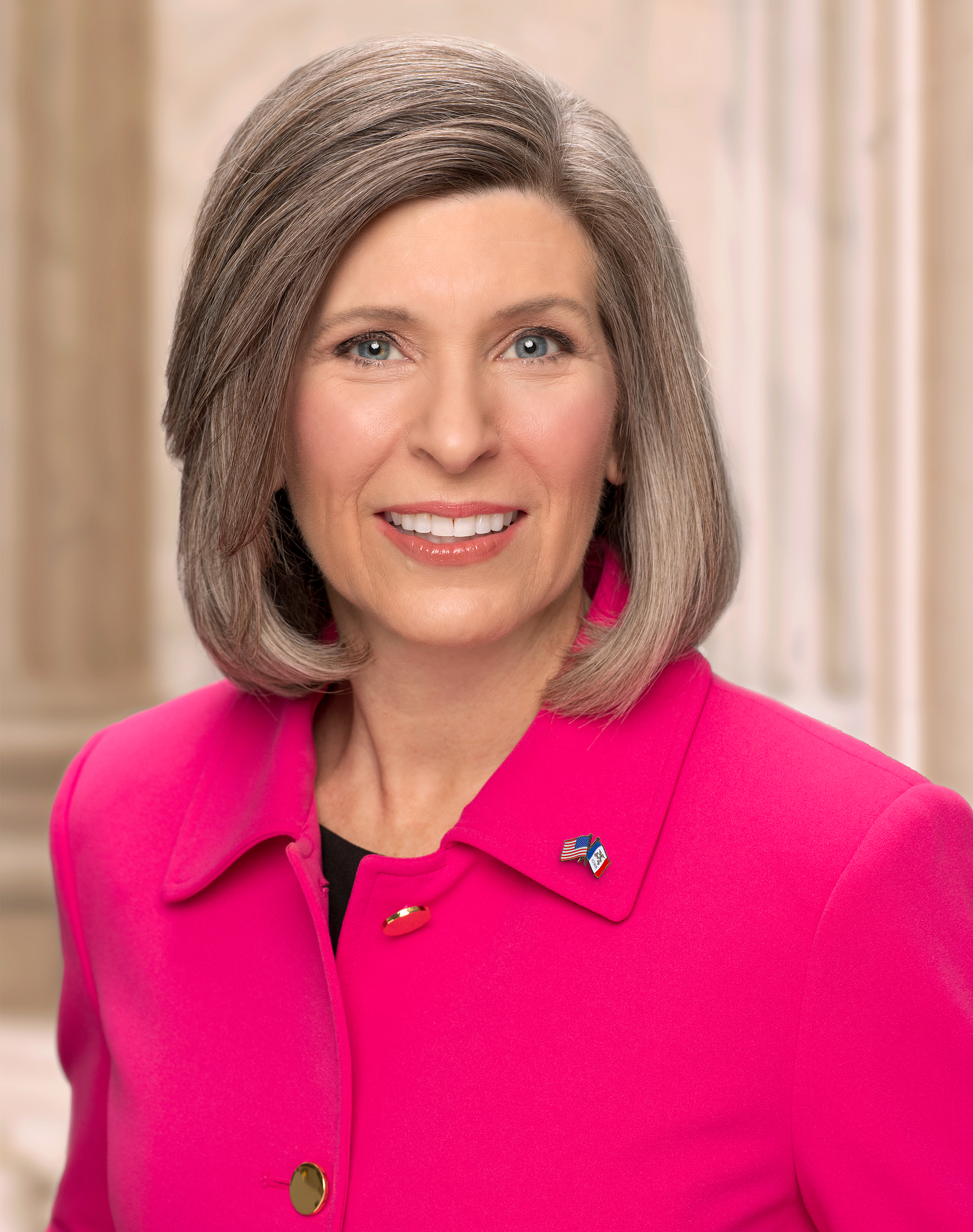
Joni Ernst (2020)

Joni Kay Ernst (* 1. Juli 1970 in Red Oak, Iowa) ist eine US-amerikanische Politikerin und seit Januar 2015 die dienstjüngere US-Senatorin für den Bundesstaat Iowa. Vor ihrer Wahl in den Senat der Vereinigten Staaten war sie von 2011 bis 2014 Mitglied des Senats von Iowa. Ernst ist Mitglied der Republikanischen Partei und die erste Frau, die Iowa im Senat vertritt.

## Werdegang
Nach ihrem Bachelorabschluss in Psychologie an der Iowa State University studierte Ernst am Columbus College in Columbus (Georgia), wo sie einen Master in Public Administration erhielt. Ernst ist eine Offizierin der Iowa Army National Guard und war während des Irakkriegs für 14 Monate im Kuwait im Einsatz. Im Jahr 2004 wurde Ernst zum Auditor von Montgomery County, Iowa gewählt und 2008 in diesem Amt bestätigt. 2011 war sie durch eine Nachwahl Mitglied des Senats von Iowa geworden und wurde 2012 wiedergewählt. Im Juli 2013 kündigte Ernst an, für den freiwerdenden Sitz als Senatorin für Iowa anzutreten und bezwang in der Wahl im November 2014 den Kongressabgeordneten und Demokraten Bruce Braley.

## Politische Positionen
Ernst ist eine Gegnerin von strikteren Waffenregeln und lehnt einen bundesweiten Mindestlohn vor dem Hintergrund der unterschiedlichen Lebenshaltungskosten in den verschiedenen Bundesstaaten ab. Sie bestreitet den menschengemachten Klimawandel und ist gegen Klimaschutz. Ernst lehnt gleichgeschlechtliche Ehen ab und ist eine Abtreibungsgegnerin.
Im Zuge des Amtsenthebungsverfahrens gegen Präsident Trump bestätigte sie den Eindruck, dass die fraglichen Ukraine-Interventionen auf die Diskreditierung des Gegenkandidaten Joe Biden zielten.
Nach dem Russischen Überfall auf die Ukraine 2022 forderte Ernst Präsident Biden dazu auf, der Ukraine unverzüglich Waffenlieferungen zukommen zu lassen. Sie kritisierte, der Präsident habe bis dahin eine Appeasement-Politik betrieben.
Internationale Schlagzeilen machte Ernst Ende Mai 2025 mit einer Aussage während einer Bürgerversammlung (Town Hall Meeting) in Butler County, Iowa. Sie verteidigte den von Donald Trump unterstützten Gesetzentwurf One Big Beautiful Bill Act, der drastische Kürzungen bei der Finanzierung sozialer Programme vorsieht. Auf den Zwischenruf, dass dadurch Menschen sterben werden (People are going to die.) antwortete sie: „Naja, wir werden alle sterben. Um Himmels willen, Leute.“ (Well, we all are going to die. For heaven’s sakes, folks.). Das Publikum missbilligte diese Aussage lautstark. Am nächsten Tag postete sie zu dem Vorfall ein Instagram-Video, das auf einem Friedhof aufgenommen wurde. In sarkastischem Tonfall sagte sie dabei unter anderem: „Ich bin fälschlicherweise davon ausgegangen, dass jeder im Saal verstand, dass wir alle von dieser Erde scheiden werden. Ich entschuldige mich und bin wirklich froh, dass ich nicht auch noch die Zahnfee erwähnen musste.“ (I made an incorrect assumption that everyone in the auditorium understood that, yes, we are all going to perish from this earth. So I apologize, and I’m really, really glad that I did not have to bring up the subject of the tooth fairy as well.).
Sie fügte hinzu: „Für diejenigen, die ewiges und immerwährendes Leben sehen möchten, empfehle ich, meinen Herrn und Erlöser Jesus Christus anzunehmen.“ (But for those that would like to see eternal and everlasting life, I encourage you to embrace my lord and savior, Jesus Christ.)

## Parlamentsarbeit

### Senat
Im Senat gehört Ernst folgenden Ausschüssen an:
- Committee on Armed Services
- Committee on Agriculture, Nutrition and Forestry
- Committee on Homeland Security and Governmental Affairs
- Committee on Small Business and Entrepreneurship